# 江啓臣
江 啓臣（こう けいしん、1972年〈民国61年〉3月2日 - ）は、中華民国の政治家。元中国国民党主席。第8-11期中華民国立法委員、第16代立法院副院長。

## 経歴
1972年、台中県豊原鎮（現：台中市豊原区）生まれ。国立政治大学外交学系学士、ピッツバーグ大学公共国際事務学院国際事務修士、サウスカロライナ大学国際関係学博士。
第101両棲偵察大隊を退役。台湾経済研究院副研究員・国際処副処長・国際処代理処長、東呉大学政治系専任助理教授 ・専任副教授 、中華台北APEC研究中心副執行長、太平洋経済協力会議中華民国委員会副秘書長を経て、2010年馬英九政権の際に行政院新聞局局長に就任し、「少年胡志強」と呼ばれた。
2019年9月4日、香港民主活動家の黄之鋒と香港立法会議員の朱凱廸と会談し、香港民主運動への支持を表明した。
九二共識の見直しに前向きな姿勢を示し、2020年3月7日の国民党主席を決める選挙で、ベテランの郝龍斌前副主席相手に大差で勝利を収めた。
2021年2月18日には、アメリカのタイム誌が毎年発表するタイム100の「次世代の100人」に選出された。。同年9月25日の国民党主席選挙に再選を目指し立候補したが、3位に終わった。
2024年2月1日に立法院副院長に選出された。

## 家族
乾隆時代、広東省潮州府潮陽県貴山都に住んでいた先祖の江敦厚が台湾に渡り、現在の台中市清水区に定住し、その子孫らは苗栗県苗栗市、頭屋郷、珠蘭郷、台中市の新集落、豊原区に住んでいました。彼らの祖先は福建省漳州府詔安県から来ており、客家族に属している。
- 祖父：江水源（元豊原市東陽里里長）
- 父：江海泉
- 叔父：江秋桂（元豊原市農会理事長）
- 岳父：劉盛良（元立法委員）
- 堂叔父：江春男（元国家安全会議副秘書長）
- 堂伯公：江漢津（二二八事件被害者）
- 妻舅：劉哲彰（現職新北市議員）